# Watertoren (Hengelo Stork, 1902)

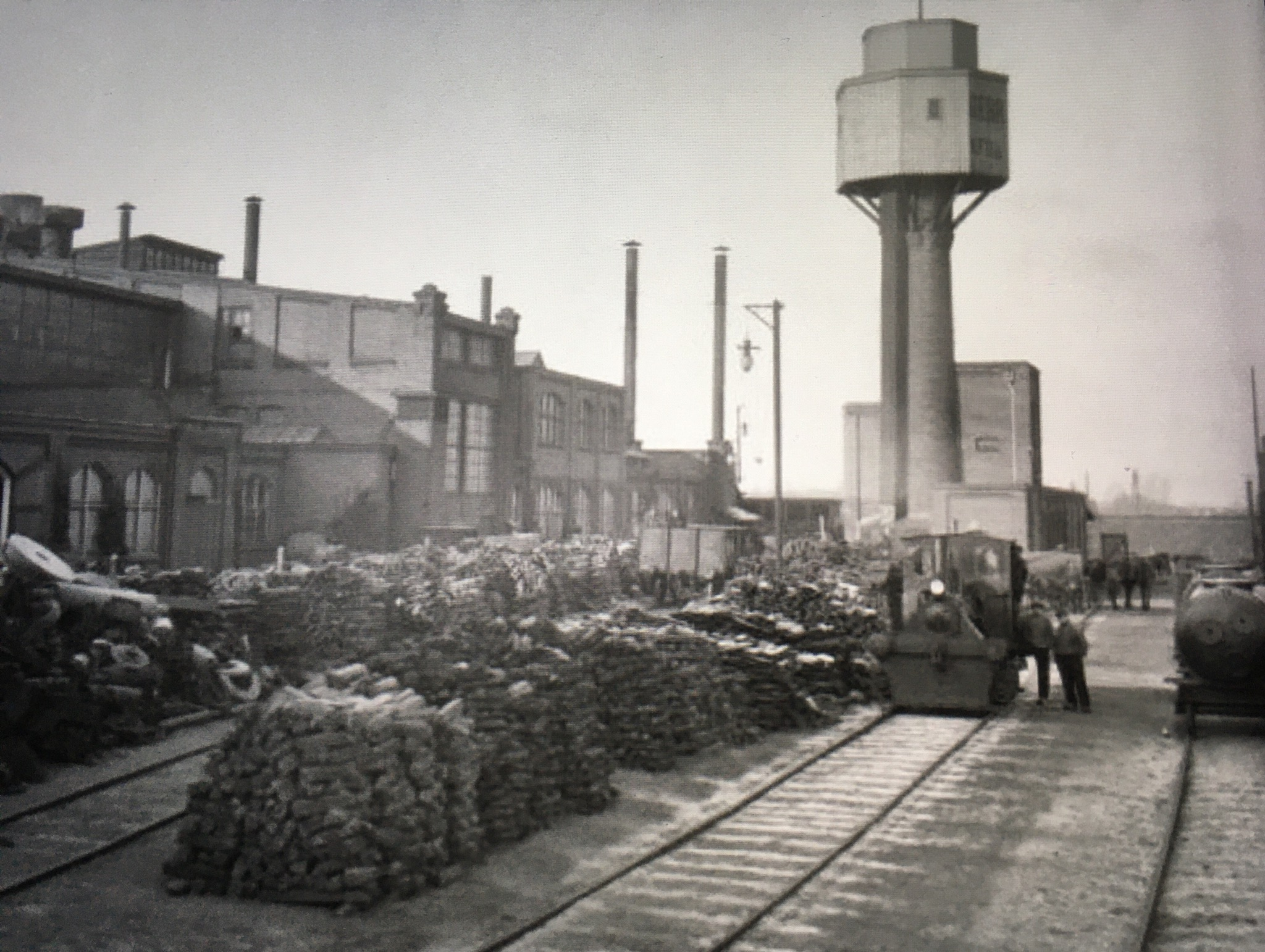
De watertoren met daarachter de zuiveringstoren rond 1927. Op de voorgrond stoomloc 1.

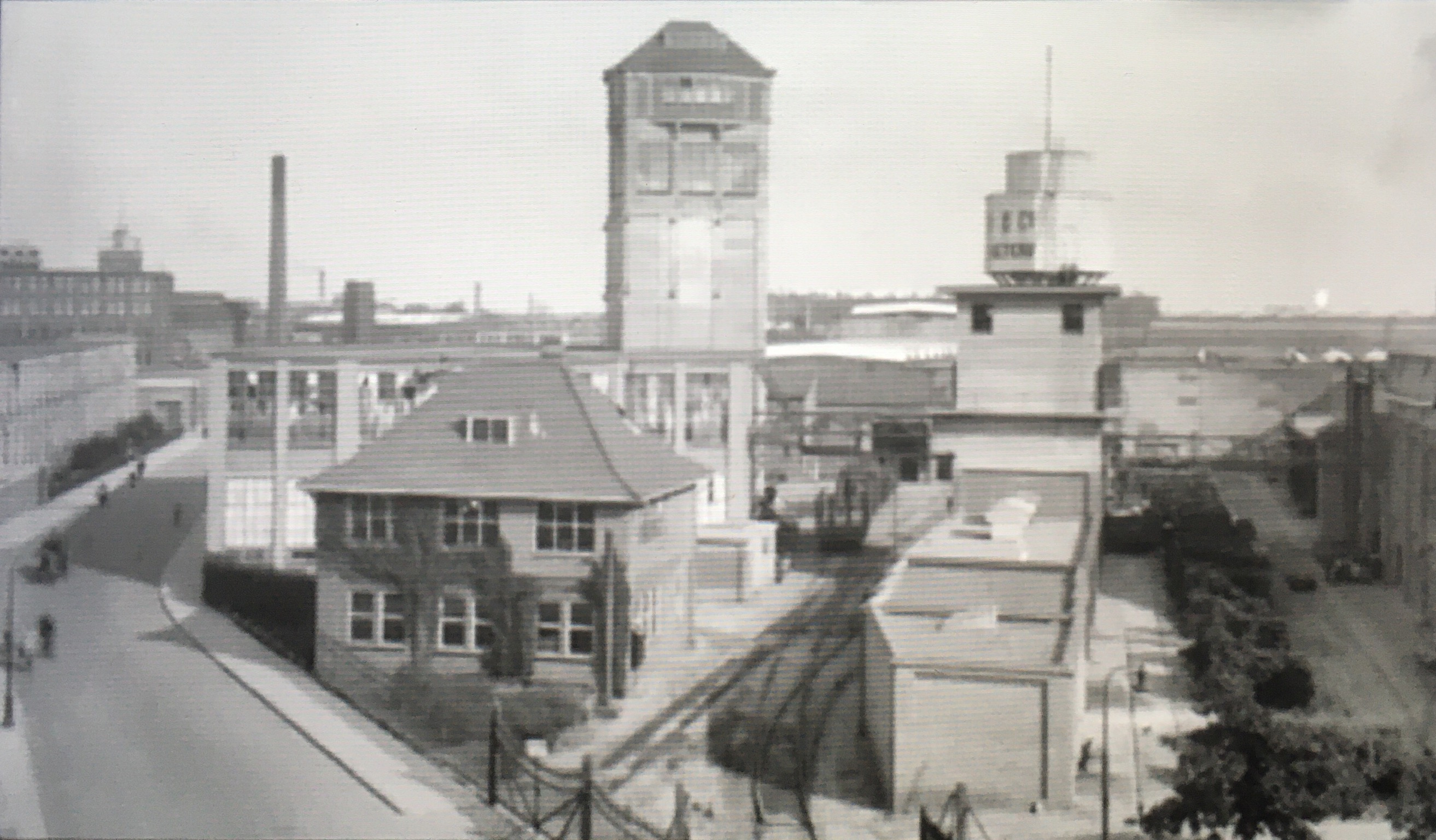
Vanaf de Lansinkesweg 1930, links de modelmakerij met (drink-)watertoren uit 1917 nog zonder 3e verdieping en nog niet wit gepleisterd, rechts de waterzuivering met daarachter de watertoren uit 1902

Deze eerste watertoren van Stork in de Nederlandse stad Hengelo is gebouwd in 1902 en gesloopt rond 1935. De ronde watertoren fungeerde eerst als drinkwatertoren voor Stork, en na 1917 als watertoren voor de eigen stoomlocomotieven en stoomkranen. De toren moet niet worden verward met de watertoren die in 1917 ca. 50 meter verderop werd gebouwd (125 m³) en anno 2000 is geïntegreerd in de brandweerkazerne.
Het rechthoekige betonnen bouwwerk (foto) naast de oude watertoren bevatte een pompenkelder, een basin met (houts-)kool om het ketelvoedingswater te ontharden en te ontijzeren. Stork pompte destijds het water op uit een aantal over het industriecomplex verspreide eigen bronnen, dit water was meer ijzer- en kalkhoudend dan het gemeente water en werd hier gezuiverd. Het feitelijke waterreservoir, aanvankelijk 25 m³ en later vergroot tot 45 m³, was hoger, rond en op een gemetselde sokkel gesitueerd. Zie afbeeldingen uit 1927-1930 en de twee tekeningen.

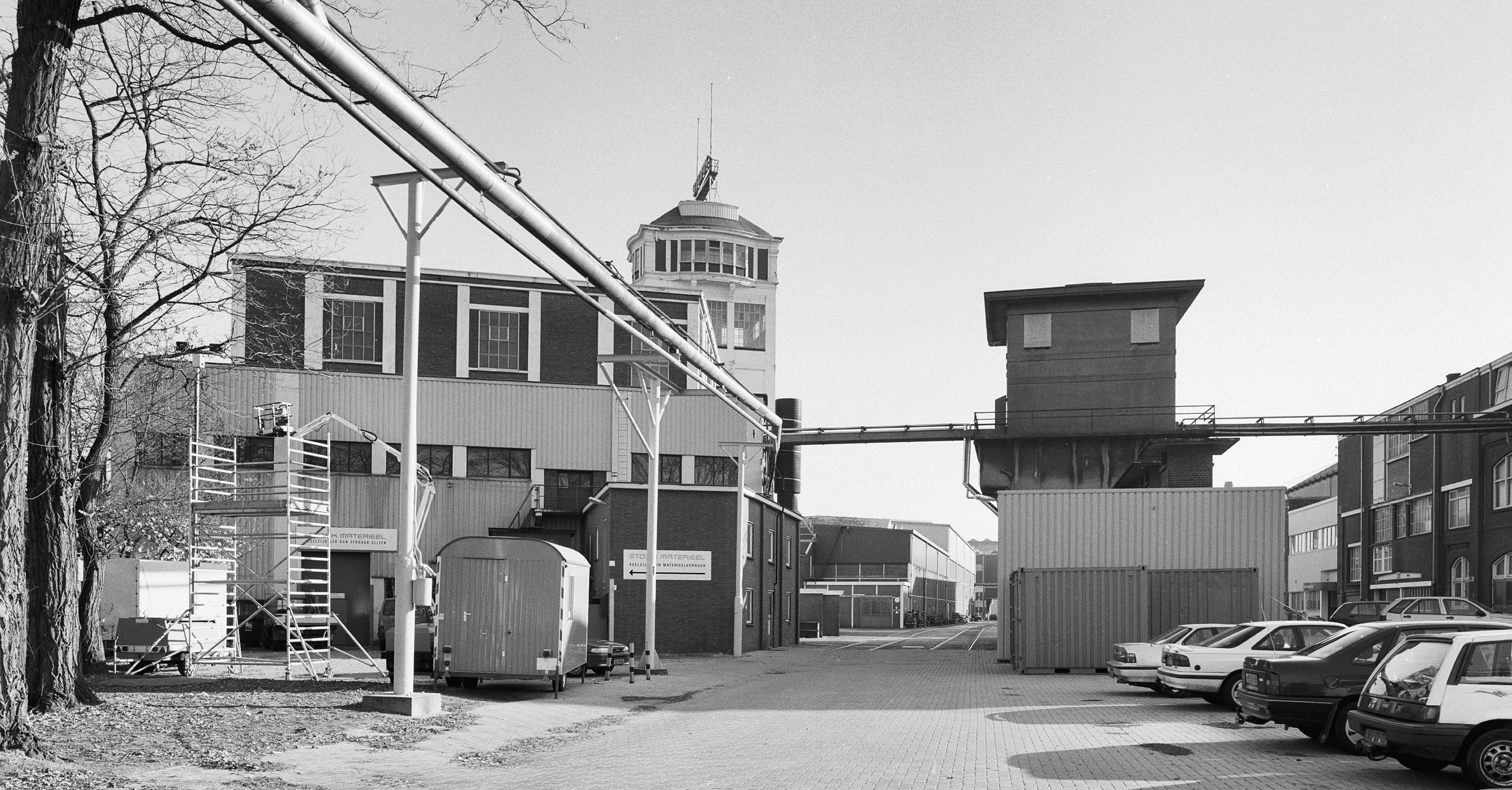
Rechts de watertoren uit 1902, achter het waterzuiveringsgebouw en net niet zichtbaar; links de toren van 1917.
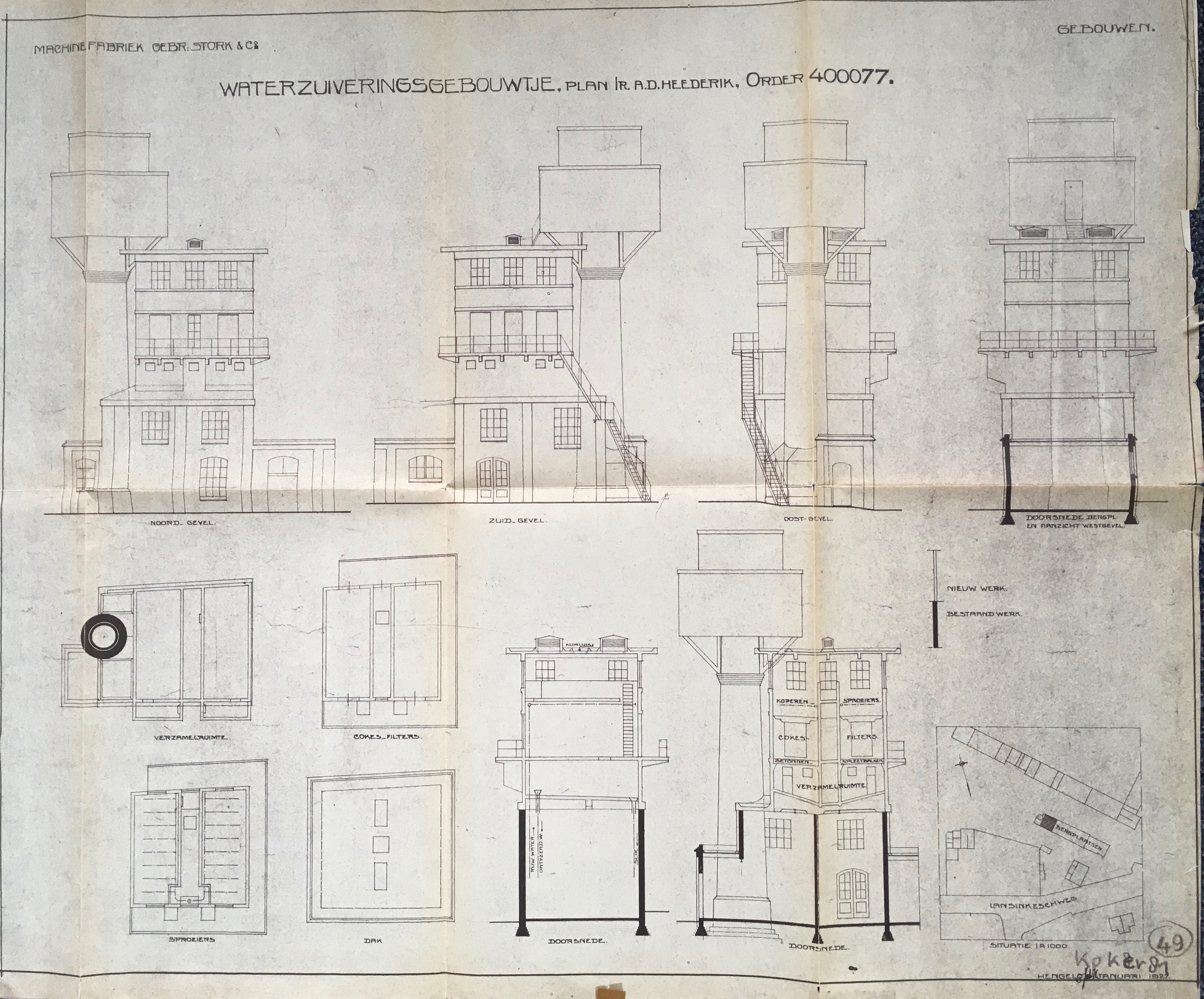
In januari 1927 werd een eerste ontwerp gemaakt voor het waterzuiveringsgebouwtje naast de eerste watertoren.
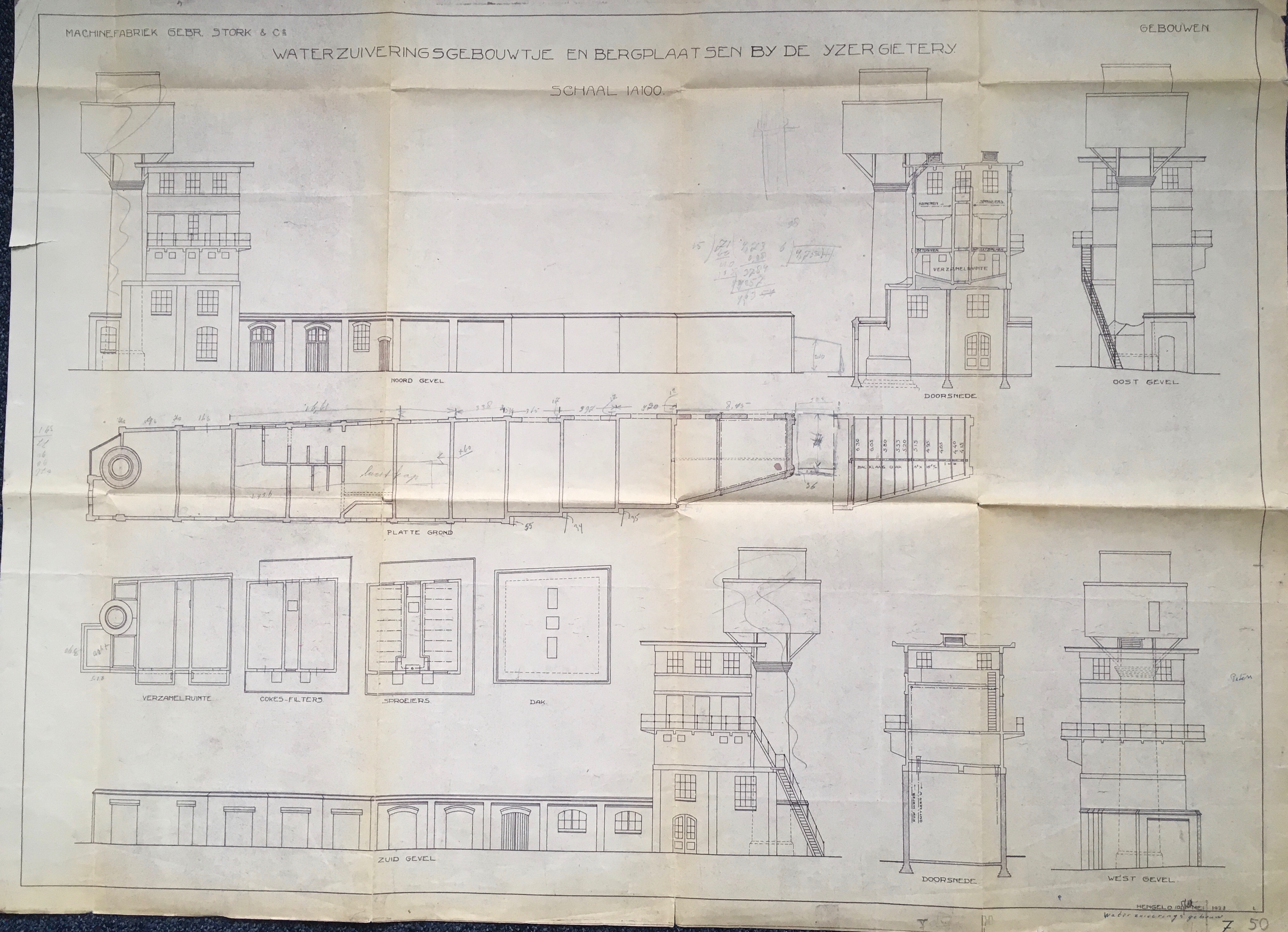
Het uiteindelijke gebouwde waterzuiveringsgebouw met bergplaatsen uit mei 1928.